# طارق لطفي
طارق محمد لطفي (20 نوفمبر 1965 -)، ممثل مصري. شارك في العديد من الأعمال الفنية كمسلسل العائلة للمخرج إسماعيل عبدالحافظ، كما شارك بعدة أفلام منها صعيدي في الجامعة الأمريكية الذي حقق له النجاح والشهرة في بداية مسيرته الفنية.

## حياته
ولد في مدينة المنصورة بمحافظة الدقهلية، تخرج من المعهد العالي للفنون المسرحية، قسم تمثيل وإخراج عام 1990. بدأ حياته ممثلاً في التلفزيون في مسلسل الوسية إخراج إسماعيل عبد الحافظ. حصل على لقب أحسن وجه جديد عام 1993، وأحسن ممثل ثاني من مهرجان الإسكندرية عام 1994. كما شارك في مسلسلات : العائلة، والوسية، وليالي الحلمية، ودماء على الأسفلت.

## حياته الخاصة
تزوج عام 1996 من سيدة من خارج الوسط الفني تدعى شاهندا سعودي وأنجب منها ثلاثة أبناء هم: شريف، وليلى، وياسين.

## الأعمال

### الأفلام
- فيلم 122 [3]
- أزمة شرف (فيلم) (2009)
- بنتين من مصر (فيلم) (2009) ضيف شرف
- عن العشق والهوى (فيلم): «مراد» (2006)
- الحب الأول (فيلم): «هشام» 2001
- لو كان ده حلم (فيلم) (2001)
- صعيدي في الجامعة الأمريكية (فيلم): «حسين» (1998)[4]
- قشر البندق (فيلم) (1995)
- الناجون من النار (فيلم) (1994)
- دماء على الأسفلت (فيلم) (1992) «طارق»
- شروع في قتل (2000)[5]

### المسلسلات
- حديث الصباح والمساء (مسلسل) في دور «عبد العظيم داود» (2001)
- بنت من شبرا (2003)
- الحقيقة والسراب «رياض» (2003)
- ملك روحي (مسلسل): «أحمد» (2003)
- الليل وآخره (مسلسل) (2003)
- أحلام البنات (مسلسل) (2005)
- العميل 1001 في دور «يعقوب» أو «جاكوب» (2005)
- أحلام في البوابة (مسلسل) (2005)
- سارة (مسلسل مصري) (2005)
- دعوة فرح (مسلسل) (2006)
- أصعب قرار (مسلسل) (2006)
- السندريلا (مسلسل) صلاح كريم (2006)
- على باب مصر (مسلسل) «بانو» (2006)
- العندليب حكاية شعب (مسلسل): عبد الحكيم عامر (2006)
- غريب الدار (2007)
- سلطان الغرام (مسلسل): «عادل» (2007)
- صرخة أنثى (2007)
- أولاد عزام (مسلسل): «مأمون» (2008)
- بنات في التلاتين (مسلسل) (2008)
- الفنار (2008)
- بنت من الزمن ده (مسلسل) (2008)
- السيرة العاشورية (الحرافيش) 2 [مسلسل] (2008)
- قضية صفية (مسلسل) (2009)
- صبايا وأحلامي (مسلسل)
- زهرة والأشواك (مسلسل) (2009)
- حدف البحر (2009)
- بفعل فاعل (2010)
- مع سبق الإصرار (مسلسل) (2012) «منير الدويري»
- البيت (2013)
- حكاية حياة (2013)
- جبل الحلال (2014)
- عد تنازلي (2014)[6]
- أولاد السيدة (2015)
- بعد البداية (2015)[7]
- شهادة ميلاد (2016)
- بين عالمين (2017)
- القاهرة كابول (2021)
- جزيرة غمام (2022)
- ليلة السقوط (2023)
- مذكرات زوج (2023)
- العتاولة (2024)
- العتاولة 2 (2025)

## وصلات خارجية
- طارق لطفي على موقع IMDb (الإنجليزية)
- طارق لطفي على موقع الدهليز
- طارق لطفي على موقع قاعدة بيانات الأفلام العربية
- طارق لطفي على موقع قاعدة بيانات الفيلم (الإنجليزية)